# Alexander Farnese (1635–1698)
Alexander Farnese  (10. ledna 1635, Parma, Parmské vévodství – 18. února 1689, Madrid, Španělsko) byl italský šlechtic s titulem Princ z Parmy, druhý syn Odoarda I. Farnese. V letech 1678 až 1682 byl guvernérem Španělského Nizozemí. Jeho starší bratr Ranuccio II. byl šestým vévodou z Parmy a Piacenzy.

## Životopis
Narodil se v Parmě jako druhý syn Odoarda I. Farnese, pátého vévody z Parmy, a Markéty Medicejské. Byl generálem v benátské armádě bojující proti Turkům a později admirálem španělského námořnictva. Po francouzsko-nizozemské válce se stal guvernérem jižního Nizozemska. Zemřel v Madridu v roce 1689
Potomci:
- Alessandro Odoardo (Badajoz, 12. dubna 1663 – Cacéres, 21. května 1666)
- Alessandro Maria (Badajoz, 30. října 1664 – 28. září 1726), velitel Španělské armády
- Margherita (Badajoz, 5. června 1665 – listopad 1718), jeptiška v Parmě
- Isabella (Badajoz, 19. září 1666 – 27. prosinec 1741), jeptiška v Parmě